# Ponto limite
Em matemática, um ponto limite ou ponto de acumulação é um ponto em um conjunto que pode ser aproximado tão bem quanto se queira por infinitos outros pontos do conjunto.
Por definição, todo ponto de acumulação é um ponto de fecho.

## Definição formal
Seja {\displaystyle X\,} um espaço topológico, um ponto {\displaystyle a\in X\,} é dito ser um ponto limite de um subconjunto {\displaystyle S\,} de {\displaystyle X\,} se toda vizinhança {\displaystyle V\,} de {\displaystyle a\,} intercepta o subconjunto {\displaystyle S\,} por um ponto {\displaystyle y\neq a\,} de {\displaystyle S\,}, ou seja:
{\displaystyle S\cap \left(V\backslash \{a\}\right)\neq \emptyset }
- Em um espaço métrico, esta definição é equivalente a dizer que existe uma seqüência {\displaystyle \{x_{n}\}_{n=1}^{\infty }\subseteq S\,} de pontos diferentes de {\displaystyle a\,} convergindo para {\displaystyle a\,}
- Utiliza-se a notação {\displaystyle X'\,} para representar o conjunto dos pontos de acumulação de {\displaystyle X\,}. Às vezes, este conjunto é chamado o derivado de {\displaystyle X\,}.[1]

## Definição no conjunto dos números reais (R)
A definição de ponto de acumulação no conjunto dos números reais é um caso especial da definição para espaço topológico porque no R estamos lidando com uma reta (uma dimensão), e não com um espaço com várias dimensões. Por isso, a "vizinhança" do ponto só pode estar à direita ou à esquerda deste ponto, e não acima ou abaixo, por exemplo, como poderia acontecer em espaços com duas dimensões.
Considere um conjunto X contido em R ({\displaystyle X\subset \mathbb {R} }, ou seja, X é um subconjunto de R, podendo ser inclusive o próprio R). Um número "a" pertencente a R chama-se ponto de acumulação do conjunto X quando todo intervalo aberto de centro a {\displaystyle (a-\epsilon ,a+\epsilon )\,\!} contém algum ponto x pertencente a X diferente de "a". Simplificadamente, a é um ponto de acumulação de um conjunto {\displaystyle X\,\!} quanto toda vizinhança de "a" contém algum elemento (diferente de a) que pertença a X.
Se X for igual a R (ou seja, o conjunto considerado é a reta inteira dos números reais), então todo elemento de X=R é ponto de acumulação, pois toda vizinhança de qualquer elemento de X=R contém uma infinidade de elementos de X=R.

### Teorema
Dados {\displaystyle X\subset \mathbb {R} } e {\displaystyle a\in \mathbb {R} }, as seguintes afirmações são equivalentes:
1){\displaystyle a\in X'} (O ponto {\displaystyle a} é ponto de acumulação de {\displaystyle X}).
2){\displaystyle a=\lim _{n\to \infty }x_{n}}, onde {\displaystyle x_{n}} é uma sequência de elementos de X, dois a dois distintos.
3)Todo intervalo aberto contendo {\displaystyle a} possui uma infinidade de elementos de {\displaystyle X}.

### Fatos
- Um ponto de acumulação de um conjunto pode ou não pertencer a esse conjunto. Por exemplo, 2 é ponto de acumulação do intervalo (0, 2), embora não pertença a este intervalo, que é aberto.
- Como o ponto de acumulação pressupõe uma vizinhança, nenhum ponto isolado de um conjunto é ponto de acumulação, pois não tem vizinhança e portanto é impossível encontrar pontos do conjunto X nela.[2]
- Se {\displaystyle X'\neq {\varnothing },} então X é infinito.[3]
- X é um conjunto fechado se, e somente se, {\displaystyle X'\subset X} (lê-se: se o derivado está contido, é uma parte do conjunto X).[4]